# Dolores (Quezon)
Dolores is een gemeente in de Filipijnse provincie Quezon op het eiland Luzon. Bij de laatste census in 2010 telde de gemeente bijna 28 duizend inwoners.

## Geografie

### Bestuurlijke indeling
Dolores is onderverdeeld in de volgende 16 barangays:
| - Antonino - Bagong Anyo - Bayanihan - Bulakin I - Bulakin II - Bungoy - Cabatang - Dagatan | - Kinabuhayan - Maligaya - Manggahan - Pinagdanlayan - Putol - San Mateo - Santa Lucia - Silanganan |

## Demografie

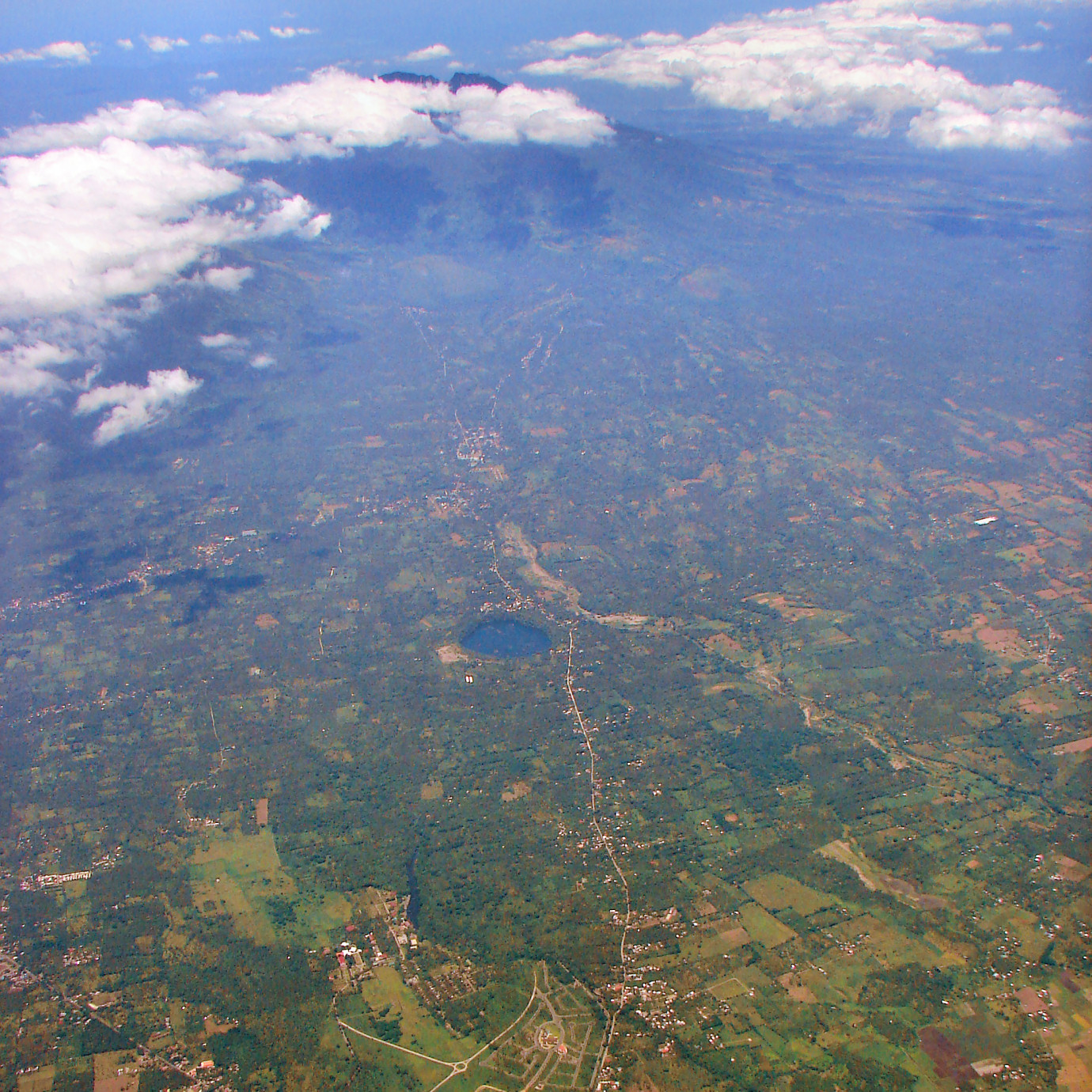
Luchtfoto van Dolores met Mount Banahaw in de achtergrond

Dolores had bij de census van 2010 een inwoneraantal van 27.702 mensen. Dit waren 1.390 mensen (5,3%) meer dan bij de vorige census van 2007. Ten opzichte van de census van 2000 was het aantal inwoners gegroeid met 4.053 mensen (17,1%). De gemiddelde jaarlijkse groei in die periode kwam daarmee uit op 1,59%, hetgeen lager was dan het landelijk jaarlijks gemiddelde over deze periode (1,90%).

De bevolkingsdichtheid van Dolores was ten tijde van de laatste census, met 27.702 inwoners op 62,6 km², 442,5 mensen per km².